# Landkreis Meissen
Landkreis Meissen (tysk stavning: Landkreis Meißen) är ett distrikt (Landkreis) i förbundslandet Sachsen i Tyskland, med Meissen som huvudort. Bilarna har MEI på nummerskylten.

## Geografi
Landkreis Meissen gränsar i norr till förbundslandet Brandenburg, i öster till Landkreis Bautzen, i sydost den kreisfria staden Dresden, i söder till Landkreis Sächsische Schweiz-Osterzgebirge och i väster till Landkreis Mittelsachsen samt Landkreis Nordsachsen.

## Historia
Landkreis Meissen utökades 1 januari 1996 med delar från den upplösta Landkreis Dresden. På grund av detta hette Landkreisen Landkreis Meissen-Radebeul från 1 januari 1996 till 28 februari 1997. 2008 blev Landkreis Meissen sammanslagen med Landkreis Riesa-Grossenhain.

## Administrativ indelning
Följande städer och Gemeinden ligger i Landkreis Meissen:

### Städer
| - Coswig (Sachsen) - Gröditz - Großenhain | - Lommatzsch - Meissen - Nossen | - Radebeul - Radeburg | - Riesa - Strehla |

### Gemeinden
| - Diera-Zehren - Ebersbach - Glaubitz - Hirschstein - Käbschütztal | - Klipphausen - Lampertswalde - Moritzburg - Niederau - Nünchritz | - Priestewitz - Röderaue - Schönfeld - Stauchitz | - Thiendorf - Weinböhla - Wülknitz - Zeithain |